# Conicocornuspira
Conicocornuspira es un género de foraminífero bentónico de estatus incierto, aunque considerado un sinónimo posterior de Hemigordius de la subfamilia Hemigordiopsinae, de la familia Hemigordiopsidae, de la superfamilia Cornuspiroidea, del suborden Miliolina y del orden Miliolida. Su especie tipo era Conicocornuspira conica. Su rango cronoestratigráfico abarcaba el Westphaliense (Carbonífero superior).

## Clasificación
Conicocornuspira incluía a la siguiente especie:
- Conicocornuspira conica †